# Steganosticha
Steganosticha là một chi bướm đêm thuộc họ Yponomeutidae.

## Các loài
- Steganosticha remigera - Meyrick, 1921